# Zdzisław Grochowski
Zdzisław Grochowski (ur. 28 lutego 1922 w Tłucznicach, zm.  2 maja 1992 w Warszawie) – polski urzędnik państwowy i ekonomista rolnictwa, profesor zwyczajny nauk ekonomicznych, podsekretarz stanu w Ministerstwie Rolnictwa (1980–1981) Ministerstwie Rolnictwa i Gospodarki Żywnościowej (1981–1983).

## Życiorys
Syn Franciszka i Germany. W 1939 zdał małą, a w 1946 „dużą” maturę w gimnazjum w Pułtusku, w okresie okupacji pracując w rodzinnym gospodarstwie rolnym. Działał w Związku Młodzieży Wiejskiej RP „Wici” (1946–1948) i Związku Akademickiej Młodzieży Polskiej (1948–1950). Absolwent Wydziału Rolniczego Szkoły Głównej Gospodarstwa Wiejskiego (1951), od 1952 do 1956 odbywał studia aspiranckie w Instytucie Ekonomiki Rolnej. Następnie uzyskiwał stopnie doktora (1958) i doktora habilitowanego (1962, Wydział Ekonomiczno-Rolniczy SGGW). W 1970 lub 1972 otrzymał tytuł profesora nadzwyczajnego, a w 1977 profesora zwyczajnego nauk ekonomicznych.
W 1949 zatrudniony w Wydziale Ekonomiki Państwowego Instytutu Naukowego Gospodarstw Wiejskich, a po jego likwidacji od 1950 w Instytucie Ekonomiki Rolnej. W ramach IER był kierownikiem Pracowni Ekonomiki Rolniczych Spółdzielni Produkcyjnych (1957–1965) oraz Pracowni Kontroli i Opłacalności Produkcji Rolnej (1965–1968), a od 1968 szefem Zakładu Ogólnej Ekonomiki Rolnictwa. W latach 1975–1977 zastępca przewodniczącego, a od 1978 przewodniczący Komitetu Organizacji Produkcji Rolnej i Gospodarki Żywnościowej Polskiej Akademii Nauk.
Bezpartyjny. Pełnił funkcję podsekretarza stanu w Ministerstwie Rolnictwa (grudzień 1980–wrzesień 1981) oraz Ministerstwie Rolnictwa i Gospodarki Żywnościowej (wrzesień 1981–lipiec 1983). W latach 1981–1985 przewodniczył Polskiemu Komitetowi Współpracy z FAO. Od 1987 do 1989 wchodził w skład Rady Krajowej Patriotycznego Ruchu Odrodzenia Narodowego.